# Карлино (монета)
Карлино (итал. Carlino) — название итальянской и мальтийской золотой и серебряной монеты. Карлино был распространён на территории Южной и Северо-Западной Италии, Папской области. Впервые был отчеканен в Неаполитанском королевстве во время правления Карла I Анжуйского (1266—1282), по имени которого и получил своё название. В качестве денежной единицы просуществовал вплоть до объединения Италии и введения итальянской лиры в 1861 году.

## Золотой карлино

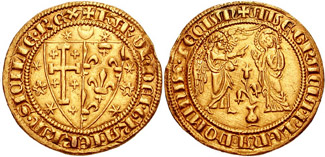
Карлино Карла I Анжуйского

Впервые был отчеканен во время правления короля Неаполя Карла I Анжуйского (1266—1282), по имени которого и получил своё название. Аверс монеты содержал изображения Девы Марии и архангела Гавриила, несущего ей благую весть о скором рождении Иисуса Христа. На реверсе изображён герб государства. Карлино Карла I и Карла II Анжуйских из-за своего изображения получили также название салюта, салютдора или салюдора. Чеканились также золотые монеты достоинством в ½ карлино. По своей номинальной стоимости первые карлино соответствовали августалю. Их вес составлял около 4,4 г. После длительного перерыва выпуск золотых карлино был продолжен в Сардинском королевстве при Карле Эммануиле III (1730—1773) и его преемнике Викторе Амадее III (1773—1796). В отличие от средневековых монет содержание в них чистого золота достигало 30 г.

## Серебряный карлино

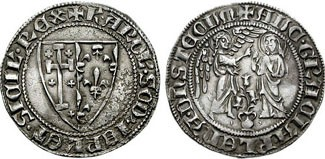
Серебряный карлино Карла II Анжуйского

При короле Неаполя Карле II Анжуйском в 1303 году в подражание турскому грошу была выпущена монета стоимостью в половину золотого тари или 1⁄12 дуката, получившая название серебряного карлино. Вес монеты составлял 3,34 г серебра 958-й пробы. У карлино появилось множество подражаний, ряд из них получили собственные названия. Так, карлино, на реверсе которых была изображена лилия стали называть джильято, карлино короля Альфонса — альфонсино, Фердинанда — коронато.
Карлино оставался денежной единицей Неаполитанского королевства вплоть до 1813 года. Монетная система государства в XVIII столетии включала следующие денежные единицы:
- 6 кавалло = 1 торнезе
- 240 торнезе = 120 грано = 12 карлино = 6 тари = 1 пиастр
- 100 грано = 1 дукат

Монеты номиналом в 10 грано в Королевстве обеих Сицилий чеканили вплоть до 1859 года, в Папской области — до 1860 года. Их соотношение с другими денежными единицами было таковым: 6 гроссо = 4 карлино = 3 джулио = 3 паоло = 1 тестон; 14 карлино = 1 пиастр.
Кроме различных итальянских государств карлино чеканили и на Мальте во время правления Мальтийского ордена. На этом островном государстве он составлял 10 грано.